# Elżbieta Karska
Elżbieta Karska  z d. Socha (ur. 13 września 1977 we Wrocławiu) – polska prawniczka, sędzia Sądu Najwyższego, profesor nauk społecznych w dyscyplinie nauki prawne, profesor na Wydziale Prawa i Administracji Uniwersytetu Kardynała Stefana Wyszyńskiego w Warszawie, specjalności naukowe: prawo międzynarodowe, prawo europejskie, prawa człowieka.

## Wykształcenie i działalność zawodowa
W latach 1996–2001 studiowała prawo na Uniwersytecie Wrocławskim. W 2004 na podstawie napisanej pod kierunkiem Krzysztofa Wójtowicza rozprawy pt. Zbieżność a komplementarność jurysdykcji międzynarodowych trybunałów karnych i sądów krajowych otrzymała na Wydziale Prawa, Administracji i Ekonomii Uniwersytetu Wrocławskiego stopień doktora nauk prawnych w zakresie prawa, specjalność: prawo międzynarodowe. Tam też na podstawie dorobku naukowego oraz rozprawy pt. Subsydiarność uchwał organizacji rządowych i pozarządowych w jurysdykcji międzynarodowych trybunałów karnych uzyskała w 2010 stopień doktora habilitowanego nauk prawnych w zakresie prawa, specjalność: prawo międzynarodowe, prawo europejskie. W 2023 otrzymała tytuł profesora nauk społecznych w dyscyplinie nauki prawne.
Została adiunktem na Wydziale Prawa, Administracji i Ekonomii Uniwersytetu Wrocławskiego w Katedrze Prawa Międzynarodowego i Europejskiego. Objęła stanowisko profesora nadzwyczajnego, a następnie profesora uczelni i profesora, na Wydziale Prawa i Administracji Uniwersytetu Kardynała Stefana Wyszyńskiego w Warszawie w Katedrze Ochrony Praw Człowieka i Prawa Międzynarodowego Humanitarnego oraz kierownika tej katedry. Została dyrektorką Instytutu Prawa Międzynarodowego, Unii Europejskiej i Stosunków Międzynarodowych UKSW oraz dyrektorką Szkoły Doktorskiej UKSW. Członkini Akademii Kopernikańskiej w Izbie Nauk Prawnych.
Weszła w skład Komitetu Badań Kosmicznych i Satelitarnych PAN i International Law Association.
Członkini Stałego Trybunału Arbitrażowego w Hadze (od 2018) oraz sędzia ad hoc Europejskiego Trybunału Praw Człowieka w Strasburgu (2010–2012 i ponownie od 2018).
Wchodzi w skład Zarządu Agencji Praw Podstawowych Unii Europejskiej w Wiedniu (od 2017) oraz – działającej w ramach Rady Europy – Europejskiej Komisji przeciwko Rasizmowi i Nietolerancji w Strasburgu (od 2017). Ekspertka w ramach mechanizmu wymiaru ludzkiego Organizacji Bezpieczeństwa i Współpracy w Europie (od 2017), a także doradczyni społeczna Rzecznika Praw Dziecka (2017–2018). Wchodziła także w skład Komisji Ekspertów do spraw reformy prawa ochrony danych osobowych w Unii Europejskiej przy Generalnym Inspektorze Ochrony Danych Osobowych (2016–2018).
Pracuje w ramach Procedur Specjalnych Rady Praw Człowieka ONZ: w latach 2011–2018 członkini Grupy Roboczej ONZ ds. wykorzystania najemników jako środka naruszającego prawa człowieka i utrudniającego korzystanie z prawa narodów do samostanowienia (w latach 2015–2016 przewodnicząca-sprawozdawczyni grupy), a od 2018 członkini Grupy Roboczej ONZ ds. praw człowieka i korporacji transnarodowych oraz innych przedsiębiorstw (w półroczach styczeń–czerwiec 2019 i lipiec–grudzień 2021 wiceprzewodnicząca, w półroczach lipiec–grudzień 2019 i styczeń–czerwiec 2022 przewodnicząca-sprawozdawczyni grupy).
Wiceprzewodnicząca Rady Legislacyjnej przy Prezesie Rady Ministrów XIII i XIV kadencji. Członkini Stowarzyszenia Prawa Międzynarodowego.
Postanowieniem Prezydenta Rzeczypospolitej Polskiej  Andrzeja Dudy z 3 marca 2022 została powołana do pełnienia urzędu na stanowisku sędziego Sądu Najwyższego w Izbie Kontroli Nadzwyczajnej i Spraw Publicznych.
Autorka ponad 100 publikacji z zakresu prawa międzynarodowego i europejskiego, w tym międzynarodowego prawa ochrony praw człowieka. Wchodzi w skład komitetów redakcyjnych i rad programowych szeregu czasopism naukowych, w tym „Polskiego Rocznika Praw Człowieka i Prawa Humanitarnego”, „Problemów Współczesnego Prawa Międzynarodowego, Europejskiego i Porównawczego”, „Polskiego Przeglądu Stosunków Międzynarodowych”, „Polish Review of International and European Law”, „Międzynarodowego Prawa Humanitarnego”, „Finance India”, „Stosunków Międzynarodowych - International Relations”, „Ruchu Pedagogicznego”, „Juridical Tribune – Tribuna Juridica” oraz „Herald of Oriental Studies”. Zastępczyni redaktora naczelnego „Przeglądu Legislacyjnego” (Wolters Kluwer) oraz „Equilibrium” (Wyższa Szkoła Ekonomiczna w Białymstoku), redaktor naukowa serii monografii „Prawa Człowieka i Prawo Międzynarodowe” (UKSW) oraz redaktor naukowa ds. wydań specjalnych „International Community Law Review” (Brill | Nijhoff)

## Odznaczenia i wyróżnienia
- Złoty Medal „Zasłużony dla Nauki Polskiej Sapientia et Veritas” (2023)[41]
- Honorowy Profesor Krzemienieckiej Regionalnej Akademii Humanistyczno-Pedagogicznej im. Tarasa Szewczenki (2022)[42]
- Honorowy Profesor Uniwersytetu w Lusace (2022)[43]
- Odznaka Honorowa „Za zasługi dla ochrony zdrowia” (2022)[44]
- Krzyż Kawalerski Orderu Odrodzenia Polski (2020)[45]
- Honorowy Akademik – czonkini Gruzińskiej Akademii Nauk Kryminologicznych (2020)[46][43]
- Odznaka Honorowa „Primus in Agendo” (2020)[47]
- Honorowy Profesor Instytutu Kształcenia Kadr Państwowej Służby Zatrudnienia Ukrainy w Kijowe (2019)[43]
- Honorowy Profesor Moskiewskiego Uniwersytetu Finansów i Prawa (2019)[43]
- Doktor honoris causa Stołecznej Akademii Małego Biznesu w Moskwie (2019)[43]
- Doktor honoris causa Erywańskiego Uniwersytetu ‘Haybusak’ (2018)[43]
- Doktor honoris causa Kaukaskiego Uniwersytetu Międzynarodowego (2018)[48][43]
- Doktor honoris causa Uniwersytetu Wschodnioeuropejskiego w Tbilisi (2018)[49][43]
- Odznaka Honorowa „Bene Merito” (2017)[27]
- Doktor honoris causa Uniwersytetu w Tbilisi (2017)[43]
- Doktor honoris causa Erywańskiego Państwowego Uniwersytetu Lingwistyki i Nauk Społecznych im. Walerija Briusowa (2017)[13][43]
- Doktor honoris causa Uniwersytetu Otwartego w Tbilisi (2017)[13][43]
- Medal „Za zasługi dla Stowarzyszenia Kombatantów Misji Pokojowych ONZ” (2016)[50]
- Doktor honoris causa Donieckiego Uniwersytetu Narodowego im. Wasyla Stusa w Winnicy (2016)[51][43]
- Stypendystka Fundacji na rzecz Nauki Polskiej (2006–2007)[52]
- Nagroda Prezesa Rady Ministrów za wyróżnioną rozprawę doktorską (2005)[52]

## Życie prywatne
Jej mężem jest Karol Karski, polityk, prawnik, nauczyciel akademicki i samorządowiec.